# Loughborough University
Loughborough University – brytyjska uczelnia publiczna zlokalizowana w mieście Loughborough. Została założona w 1909 roku jako Loughborough Technical Institute.